# Rima Hassan
Rima Hassan   (camp d'Al-Nayrab i Alep, 28 d'abril de 1992) és una jurista, activista pels drets humans i política francesa d'origen palestí.
Va arribar a l'Estat francès com a apàtrida als nou anys i es va establir amb la seva família a Niort. Després d'obtenir la ciutadania francesa el 2010, va fer un màster en dret internacional a la Universitat de París I Panteó-Sorbona. El 2019 va fundar l'ONG L'Observatoire des camps de réfugiés dedicada a l'estudi i la protecció dels camps de refugiats a tot el món. El 2023 es va unir a La França Insubmisa per a participar en les eleccions al Parlament Europeu de 2024 a la llista de Manon Aubry. Va ser elegida al Parlament Europeu el 9 de juny de 2024.

## Trajectòria
Rima Hassan és la més petita de sis germans. La seva mare, Nabiha (1958-2021), era mestra, mentre que el seu pare és un antic mecànic de la Força Aèria de Síria de nom Ahmad. Els pares del seu pare, palestins originaris del poble d'Al-Birwa, es van veure obligats a exiliar-se a Síria el 1948 durant la Nakba. La seva àvia materna, en canvi, provenia d'una família siriana destacada, els Hananu, i es va casar amb un refugiat comunista palestí de Salfit.
A causa d'una relació abusiva entre els seus pares, la mare de Hassan va abandonar el camp de refugiats poc després del seu naixement i va aconseguir emigrar a França, on es va reunir amb una de les seves germanes. Després va estar vuit anys intentant recuperar la custòdia dels seus fills i traslladar-los a Europa. La seva mare finalment ho va aconseguir i Hassan va arribar a França amb nou anys. Es va establir a Niort, al departament de Deux-Sèvres, amb la seva mare, germana i quatre germans. Durant aquest temps, la seva mare no va treballar com a mestra sinó en restaurants per mantenir la seva família.
Tan bon punt va arribar a la majoria d'edat, Hassan va intentar viatjar a Palestina via Tel-Aviv, amb la intenció de «descobrir finalment la terra dels seus avantpassats», però se li va impedir embarcar a l'aeroport de París-Charles de Gaulle. Després d'aquests fets, va estudiar dret i va obtenir la llicenciatura. Per a això, va estudiar dos anys a la Universitat d'Évry i després un any a la Universitat de Montpeller, fins al 2014. Va passar un any al Líban i va completar el seu màster el 2016 a la Universitat de París amb una comparació jurídica entre Sud-àfrica i Israel sobre la qüestió de l'apartheid des del punt de vista del dret internacional.
Rima Hassan es va incorporar a l'Oficina Francesa de Protecció dels Refugiats i Apàtrides (OFPRA) el 2016, i després de 18 mesos, va treballar a la Cour nationale du droit d'asile durant sis anys fins al 2023. El 2019 va fundar l'ONG L'Observatoire des camps de réfugiés. L'any següent va participar en una taula rodona organitzada pel Moviment Emmaús amb motiu del Dia Mundial dels Refugiats, el 20 de juny.
L'any 2022 va revisar la noció de «fraternitat» del lema nacional francès en un pòdcast, juntament amb altres participants. El 3 de febrer de 2023 va intervenir al Senat francès al simposi «Israël-Palestine : état des lieux», organitzat per la senadora Esther Benbassa en col·laboració amb L'Histoire i el Centre de Recerca Francès de Jerusalem. La seva intervenció va abordar el tema de l'apartheid a la societat israeliana. L'agost de 2023, va participar en les jornades d'estiu organitzades per Els Ecologistes, al costat del raper Médine i la política Clémentine Autain.
Després de la massacre al festival de música de Re'im el 7 d'octubre de 2023, i enmig de la invasió de la Franja de Gaza, va rescindir el seu contracte amb la Cour nationale du droit d'asile i va declinar una feina d'advocacia sobre qüestions migratòries oferta per Amnistia Internacional. En canvi, es va traslladar al camp de refugiats palestins d'al-Nayrab, prop d'Alep, «per a estar a prop del seu poble» i va establir el col·lectiu Action Palestine France a Telegram. Fins al novembre de 2023, també va assessorar L'Oréal en temes de diversitat i integració de refugiats.
A les eleccions al Parlament Europeu de 2024, Rima Hassan es va incorporar a la llista de La França Insubmisa (LFI) en la setena posició, Va ser elegida. Va explicar el seu compromís polític amb la llista de LFI per la «necessitat urgent d'actuar políticament ara» pel que fa a la situació a la Franja de Gaza.